# جوزيف برتراند
جوزيف برتراند (بالفرنسية: Joseph Bertrand)‏ هو لاعب كرة الماء فرنسي، (و. 1877 – 1918 م).

## وصلات خارجية
- جوزيف برتراند على موقع اللجنة الأولمبية الدولية (الإنجليزية)
- جوزيف برتراند على موقع أوليمبيديا (الإنجليزية)